# Campionati del mondo di atletica leggera 2022 - Salto in alto femminile
La specialità del salto in alto femminile dei campionati del mondo di atletica leggera 2022 si è svolta tra il 16 e il 19 luglio all'Hayward Field di Eugene, negli Stati Uniti d'America.

## Podio
| Pos.    | Atleta             | Nazionalità | Misura   |
| ------- | ------------------ | ----------- | -------- |
| Oro     | Eleanor Patterson  | Australia   | 2,02 m = |
| Argento | Jaroslava Mahučich | Ucraina     | 2,02 m   |
| Bronzo  | Elena Vallortigara | Italia      | 2,00 m   |

## Situazione pre-gara

### Record
Prima di questa competizione, il record del mondo (RM) e il record dei campionati (RC) erano i seguenti.
| Record                | Prestazione | Atleta                      | Data                        | Competizione  |
| --------------------- | ----------- | --------------------------- | --------------------------- | ------------- |
| Record mondiale       | 2,09 m      | Stefka Kostadinova Bulgaria | 30 agosto 1987 Roma, Italia |               |
| Record dei campionati | 2,09 m      | Stefka Kostadinova Bulgaria | 30 agosto 1987 Roma, Italia | Mondiali 1987 |

### Campionesse in carica
Le campionesse in carica a livello mondiale erano:
| Campionessa | Atleta                                       | Prestazione | Data                          | Competizione                 |
| ----------- | -------------------------------------------- | ----------- | ----------------------------- | ---------------------------- |
| Olimpico    | Marija Lasickene ROC                         | 2,04 m      | 7 agosto 2021 Tokyo, Giappone | Giochi della XXXII Olimpiade |
| Mondiale    | Marija Lasickene Atleti Neutrali Autorizzati | 2,04 m      | 30 settembre 2019 Doha, Qatar | Mondiali 2019                |

### La stagione
Prima di questa gara, le atlete con le migliori tre prestazioni dell'anno erano
| Pos. | Atleta                         | Prestazione | Data                                 |
| ---- | ------------------------------ | ----------- | ------------------------------------ |
| 1    | Jaroslava Mahučich Ucraina     | 2,03 m      | 22 giugno 2022 Brno, Repubblica ceca |
| 2    | Eleanor Patterson Australia    | 2,00 m      | 19 marzo 2022 Belgrado, Serbia       |
| 3    | Elena Vallortigara Italia      | 1,98 m      | 26 giugno 2022 Rieti, Italia         |
| 3    | Iryna Heraščenko Ucraina       | 1,98 m      | 18 giugno 2022 Parigi, Francia       |
| 3    | Nadežda Dubovickaja Kazakistan | 1,98 m      | 19 marzo 2022 Belgrado, Serbia       |

## Risultati

### Qualificazione
La gara si è svolta il 16 luglio a partire dalle ore 11:10. Si qualificano alla finale le atlete che raggiungono la misura di 1,95 m (Q) o le migliori dodici (q).
| Pos | Gruppo | Atleta                     | Nazionalità   | 1,75 | 1,81 | 1,86 | 1,90 | 1,93 | Misura | Note                                     |
| --- | ------ | -------------------------- | ------------- | ---- | ---- | ---- | ---- | ---- | ------ | ---------------------------------------- |
| 1   | A      | Eleanor Patterson          | Australia     | -    | o    | o    | o    | o    | 1,93 m | q                                        |
| 1   | A      | Elena Vallortigara         | Italia        | -    | o    | o    | o    | o    | 1,93 m | q                                        |
| 1   | A      | Iryna Heraščenko           | Ucraina       | -    | o    | o    | o    | o    | 1,93 m | q                                        |
| 1   | A      | Safina Sadullayeva         | Uzbekistan    | -    | -    | o    | o    | o    | 1,93 m | q                                        |
| 1   | B      | Jaroslava Mahučich         | Ucraina       | -    | -    | o    | o    | o    | 1,93 m | q                                        |
| 6   | B      | Daniela Stanciu            | Romania       | o    | o    | o    | o    | xo   | 1,93 m | q                                        |
| 6   | B      | Karmen Bruus               | Estonia       | o    | o    | o    | o    | xo   | 1,93 m | q                                        |
| 8   | B      | Nadežda Dubovickaja        | Kazakistan    | -    | o    | xo   | xo   | xo   | 1,93 m | q                                        |
| 9   | B      | Nicola McDermott           | Australia     | -    | -    | o    | xo   | xxo  | 1,93 m | q                                        |
| 10  | A      | Lamara Distin              | Giamaica      | -    | o    | o    | o    | xxx  | 1,90 m | q                                        |
| 10  | B      | Kimberly Williamson        | Giamaica      | o    | o    | o    | o    | xxx  | 1,90 m | q                                        |
| 10  | B      | Lia Apostolovski           | Slovenia      | o    | o    | o    | o    | xxx  | 1,90 m | q                                        |
| 13  | B      | Tatiana Gusin              | Grecia        | -    | xo   | xo   | o    | xxx  | 1,90 m | Miglior prestazione personale stagionale |
| 14  | B      | Marija Vuković             | Montenegro    | -    | o    | o    | xo   | xxx  | 1,90 m |                                          |
| 15  | A      | Maja Nilsson               | Svezia        | o    | o    | o    | xxo  | xxx  | 1,90 m |                                          |
| 15  | A      | Julija Levčenko            | Ucraina       | -    | o    | o    | xxo  | xxx  | 1,90 m |                                          |
| 17  | A      | Rachel McCoy               | Stati Uniti   | o    | xo   | xo   | xxo  | xxx  | 1,90 m | Miglior prestazione personale stagionale |
| 18  | B      | Ella Junnila               | Finlandia     | -    | o    | o    | xxx  |      | 1,86 m |                                          |
| 18  | B      | Vashti Cunningham          | Stati Uniti   | -    | -    | o    | xxx  |      | 1,86 m |                                          |
| 20  | A      | Kristina Ovchinnikova      | Kazakistan    | xo   | o    | o    | xxx  |      | 1,86 m |                                          |
| 21  | A      | Marie-Laurence Jungfleisch | Germania      | o    | o    | xo   | xxx  |      | 1,86 m | Miglior prestazione personale stagionale |
| 21  | A      | Sini Lällä                 | Finlandia     | o    | o    | xo   | xxx  |      | 1,86 m |                                          |
| 21  | A      | Urtė Baikštytė             | Lituania      | o    | o    | xo   | xxx  |      | 1,86 m |                                          |
| 21  | B      | Heta Tuuri                 | Finlandia     | o    | o    | xo   | xxx  |      | 1,86 m |                                          |
| 25  | B      | Emily Borthwick            | Gran Bretagna | o    | xo   | xxx  |      |      | 1,81 m |                                          |
| 25  | B      | Rachel Glenn               | Stati Uniti   | -    | xo   | xxx  |      |      | 1,81 m |                                          |
| 27  | A      | Laura Zialor               | Gran Bretagna | xo   | xo   | xxx  |      |      | 1,81 m |                                          |
| 28  | A      | Lu Jiawen                  | Cina          | o    | xxx  |      |      |      | 1,75 m |                                          |
| 28  | B      | Jennifer Rodriguez         | Colombia      | o    | xxx  |      |      |      | 1,75 m |                                          |
| -   | A      | Morgan Lake                | Gran Bretagna |      |      |      |      |      | dns    |                                          |

### Finale
La finale si è tenuta il 19 luglio a partire dalle ore 17:40.
| Pos     | Atleta              | Nazionalità | 1,84 | 1,89 | 1,93 | 1,96 | 1,98 | 2,00 | 2,02 | 2,04 | Misura | Note                                     |
| ------- | ------------------- | ----------- | ---- | ---- | ---- | ---- | ---- | ---- | ---- | ---- | ------ | ---------------------------------------- |
| Oro     | Eleanor Patterson   | Australia   | o    | o    | o    | o    | xxo  | xo   | o    | xxx  | 2,02 m | =                                        |
| Argento | Jaroslava Mahučich  | Ucraina     | -    | o    | o    | o    | o    | xo   | xo   | xxx  | 2,02 m |                                          |
| Bronzo  | Elena Vallortigara  | Italia      | o    | o    | o    | o    | o    | o    | xxx  |      | 2,00 m | Miglior prestazione personale stagionale |
| 4       | Iryna Heraščenko    | Ucraina     | o    | o    | o    | xo   | o    | xo   | xxx  |      | 2,00 m | Miglior prestazione personale            |
| 5       | Safina Sadullayeva  | Uzbekistan  | -    | o    | o    | o    | x-   | xx   |      |      | 1,96 m | =                                        |
| 5       | Nicola McDermott    | Australia   | o    | o    | o    | o    | xxx  |      |      |      | 1,96 m | =                                        |
| 7       | Karmen Bruus        | Estonia     | o    | xo   | xo   | xo   | xxx  |      |      |      | 1,96 m | = =                                      |
| 8       | Nadežda Dubovickaja | Kazakistan  | o    | xxo  | xxo  | xo   | xxx  |      |      |      | 1,96 m |                                          |
| 9       | Lamara Distin       | Giamaica    | o    | o    | o    | xxx  |      |      |      |      | 1,93 m |                                          |
| 10      | Daniela Stanciu     | Romania     | xo   | o    | xxo  | xxx  |      |      |      |      | 1,93 m | =                                        |
| 11      | Kimberly Williamson | Giamaica    | o    | o    | xxx  |      |      |      |      |      | 1,89 m |                                          |
| 12      | Lia Apostolovski    | Slovenia    | o    | xo   | xxx  |      |      |      |      |      | 1,89 m |                                          |